# 뉴질랜드 야구 국가대표팀
뉴질랜드 야구 국가대표팀은 국제 경기에 뉴질랜드를 대표하여 참가하는 야구 국가대표팀이다. 다이아몬드블랙스(Diamondblacks)라는 애칭으로 불리고 있다. 뉴질랜드 국내 야구를 총괄하는 단체인 베이스볼 뉴질랜드가 관리하며, 오세아니아 야구 연맹 (BCO)에 속해 있다. 뉴질랜드 대표팀은 2007년에 오세아니아 야구 선수권 대회 출전을 포기하면서 오스트레일리아에게 2008년 하계 올림픽 야구 예선 자격을 내주었다. '다이아몬드블랙스'라는 별명은 뉴질랜드 다수 종목의 국가대표팀이 올블랙스를 따라 검은색을 팀 컬러로 맞추기 때문에 생겨났다.

## 대회 기록
월드 베이스볼 클래식
| 월드 베이스볼 클래식 결과 | 월드 베이스볼 클래식 결과 | 월드 베이스볼 클래식 결과 | 월드 베이스볼 클래식 결과 | 월드 베이스볼 클래식 결과 | 월드 베이스볼 클래식 결과 | 월드 베이스볼 클래식 결과 | 월드 베이스볼 클래식 결과 |             | 예선 결과   | 예선 결과   | 예선 결과   | 예선 결과   | 예선 결과 |
| 연도                      | 개최지                    | 라운드                    | 순위                      | W                         | L                         | RS                        | RA                        | 개최지      | W           | L           | RS          | RA          |           |
| ------------------------- | ------------------------- | ------------------------- | ------------------------- | ------------------------- | ------------------------- | ------------------------- | ------------------------- | ----------- | ----------- | ----------- | ----------- | ----------- | --------- |
| 2006                      | 불참                      | 불참                      | 불참                      | 불참                      | 불참                      | 불참                      | 불참                      | 예선 미개최 | 예선 미개최 | 예선 미개최 | 예선 미개최 | 예선 미개최 |           |
| 2009                      | 불참                      | 불참                      | 불참                      | 불참                      | 불참                      | 불참                      | 불참                      | 예선 미개최 | 예선 미개최 | 예선 미개최 | 예선 미개최 | 예선 미개최 |           |
| 2013                      | 예선 탈락                 | 예선 탈락                 | 예선 탈락                 | 예선 탈락                 | 예선 탈락                 | 예선 탈락                 | 예선 탈락                 | 타이완      | 2           | 2           | 22          | 27          |           |
| 2017                      | 예선 탈락                 | 예선 탈락                 | 예선 탈락                 | 예선 탈락                 | 예선 탈락                 | 예선 탈락                 | 예선 탈락                 |             | 1           | 2           | 20          | 23          |           |
| 2023                      | 예선 탈락                 | 예선 탈락                 | 예선 탈락                 | 예선 탈락                 | 예선 탈락                 | 예선 탈락                 | 예선 탈락                 |             | 0           | 2           | 8           | 16          |           |
| 2026                      | 불참                      | 불참                      | 불참                      | 불참                      | 불참                      | 불참                      | 불참                      | 불참        | 불참        | 불참        | 불참        | 불참        |           |
| 합계                      | 0/6                       |                           |                           | -                         | -                         | -                         | -                         | 1/4         | 3           | 6           | 50          | 66          |           |

뉴질랜드 대표팀은 2013년 월드 베이스볼 클래식 예선에 참가했던 것이 유일하며, 이 대회에서 예선 탈락에 머물렀다.